# David Sprüngli

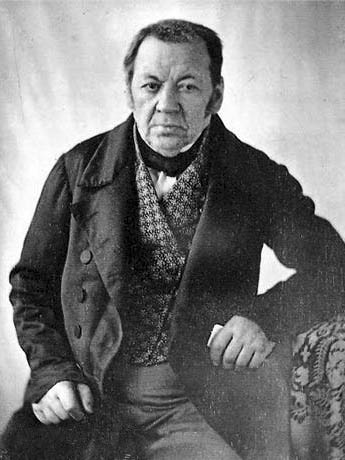
David Sprüngli

David Sprüngli (* 20. Oktober 1776 in Andelfingen, Kanton Zürich; † 14. Februar 1862 in Zürich) war ein Schweizer Zuckerbäcker und Chocolatier.
Als Sprünglis Lehrmeister, der Ratsherr Ludwig Vogel, 1831 starb, wurde Sprüngli Geselle von dessen Witwe. 1838 kaufte er dieser das Haus und das Geschäft an der Marktgasse in Zürich ab und führte es unter seinem Namen als Confiserie Sprüngli weiter.
Mit 62 Jahren wurde er 1838 in Zürich eingebürgert und im darauffolgenden Jahr in Zürich in die Zunft zur Schiffleuten aufgenommen. Zusammen mit seinem Sohn Rudolf Sprüngli produzierte er ab 1845 auch Schokolade in der Marktgasse. Ab 1846 wurde die Schokoladenproduktion in eine kleine Mühle in Horgen am Zürichsee verlagert. Sein erstgeborener Sohn David Sprüngli-Schmidlin (1814–1881) lebte und arbeitete als Architekt in Basel.